# Fábio Júnior
Fábio Júnior Pereira (ur. 20 listopada 1977 w Manhuaçu) – brazylijski piłkarz, występuje na pozycji napastnika, wzrost: 186 cm, waga: 80 kg.

## Życiorys
Swoją profesjonalną karierę zaczynał w brazylijskim Cruzeiro EC. W sezonie 1998 zdobył 18 bramek w 32 meczach i przeniósł się do AS Romy. Jednak był jednym z niewielu brazylijskich piłkarzy, którzy nie sprawdzili się w klubie z Rzymu. Fábio Júnior rozegrał we Włoszech dwa sezony, w których zaliczył 16 występów i 4 gole, po czym powrócił do Cruzeiro. W sezonie 2001 został zawodnikiem SE Palmeiras, a następnie po raz trzeci i jak na razie ostatni – Cruzeiro. 12 bramek w 25 meczach zwróciło uwagę działaczy Vitórii Guimaraes i Brazylijczyk ponownie przeniósł się do Europy. Był to kompletny niewypał, a 4 mecze nie spełniły oczekiwań piłkarza, który zdecydował się ponownie wrócić do kraju. Tym razem padło na Clube Atlético Mineiro. Kolejnym klubem w karierze Fábio Júniora była japońska Kashima Antlers, dla której Brazylijczyk rozegrał 13 meczów i zdobył jednego gola. W 2005 roku scenariusz się powtórzył i Fábio wrócił tam, skąd wyjechał na inny kontynent, czyli do Atletico Mineiro. Połowę sezonu 2005/2006 spędził w klubie ze Zjednoczonych Emiratów Arabskich – Al-Wahda FC skąd wkupili go działacze niemieckiego VfL Bochum, grającego wówczas w 2. Bundeslidze. W pierwszym sezonie rozegrał 15 spotkań i strzelił jedną bramkę, w meczu z Energie Cottbus, zapewniając VfL zwycięstwo 1:0. Jego nowy klub awansował z pierwszego miejsca i obecnie Fábio Júnior występował na boiskach pierwszej ligi. W sezonie 2007/2008 występował w Izraelu, gdzie był zawodnikiem Hapoelu Tel Awiw. W 2008 Fábio Júnior powrócił do Brazylii i został zawodnikiem EC Bahia. Rok 2009 Fábio Júnior spędził w drugoligowym Brasiliense Brasília. Z klubem ze stolicy zdobył mistrzostwo Dystryktu Federalnego – Campeonato Brasiliense. Fábio Júnior z 9 bramkami został królem strzelców tych rozgrywek. W 2010 został zawodnikiem beniaminka Serié B Amériki Belo Horizonte. Z Amériką awansował do brazylijskiej ekstraklasy w 2010. W 2011 Fábio Júnior z 13 bramkami na koncie został królem ligi stanowej Minas Gerais – Campeonato Mineiro. Piłkarz ten ma na koncie 3 występy w reprezentacji Brazylii.

## Kariera w liczbach
| Sezon   | Klub                   | Kraj       | Flaga                        | Rozgrywki             | Mecze | Gole |
| ------- | ---------------------- | ---------- | ---------------------------- | --------------------- | ----- | ---- |
| 1997    | Cruzeiro EC            | Brazylia   | Brazylia                     | Campeonato Brasileiro | 8     | 0    |
| 1998    | Cruzeiro EC            | Brazylia   | Brazylia                     | Campeonato Brasileiro | 32    | 18   |
| 1998/99 | AS Roma                | Włochy     | Włochy                       | Serie A               | 7     | 3    |
| 1999/00 | AS Roma                | Włochy     | Włochy                       | Serie A               | 9     | 1    |
| 2000    | Cruzeiro EC            | Brazylia   | Brazylia                     | Campeonato Brasileiro | 18    | 7    |
| 2001    | SE Palmeiras           | Brazylia   | Brazylia                     | Campeonato Brasileiro | 20    | 3    |
| 2002    | Cruzeiro EC            | Brazylia   | Brazylia                     | Campeonato Brasileiro | 25    | 12   |
| 2002/03 | Vitoria Guimaraes      | Portugalia | Portugalia                   | BWIN Liga             | 4     | 0    |
| 2003    | Clube Atlético Mineiro | Brazylia   | Brazylia                     | Campeonato Brasileiro | 34    | 14   |
| 2004    | Kashima Antlers        | Japonia    | Japonia                      | J-League              | 13    | 1    |
| 2005    | Clube Atlético Mineiro | Brazylia   | Brazylia                     | Campeonato Brasileiro | 15    | 3    |
| 2005/06 | Al-Wahda FC            | ZEA        | Zjednoczone Emiraty Arabskie | 1. Division (ZEA)     | 34    | 14   |
| 2005/06 | VfL Bochum             | Niemcy     | Niemcy                       | 2. Bundesliga         | 15    | 1    |
| 2006/07 | VfL Bochum             | Niemcy     | Niemcy                       | Bundesliga            | 16    | 2    |
| 2007/08 | Hapoel Tel Awiw        | Izrael     | Izrael                       | Ligat ha’Al           | 33    | 7    |
| 2008    | EC Bahia               | Brazylia   | Brazylia                     | Campeonato Brasileiro | 0     | 0    |
| 2009    | Brasiliense            | Brazylia   | Brazylia                     | Serié B               | 23    | 10   |
| 2010    | América Belo Horizonte | Brazylia   | Brazylia                     | Serié B               | 34    | 19   |
| 2011    | América Belo Horizonte | Brazylia   | Brazylia                     | Campeonato Brasileiro | 23    | 3    |